# 異界幻想世紀∞
《異界幻想世紀∞》（日語：グリード パケットアンリミテッド）是榎宮祐的日本漫畫作品，於《電擊魔王》2008年2月號開始連載，2011年8月號長期休載。臺灣版本由台灣角川發行。

## 劇情簡介
近未來，人們恐懼一種名為『幻想』的怪物，為了與其對抗，人類設立對抗『幻想』的組織，並構築用手機下載魔法的系統，同時也提供打倒『幻想』的獎金制度。
受人討厭，被稱為『活動式災害』的兩人組卡希歐與諾琪雅，今日依然奮戰不懈與『幻想』戰鬥，卡希歐執著於用命換錢的理由到底是什麼？

## 登場角色
- 聲優為DRAMA CD版。

卡希歐（CASIO，聲：櫻井孝宏）
對金錢及力量有強烈的執著，且是名聲遠播的手機使者。
常在對幻機動隊出現前就已經解決幻想了，並有著殺幻鬼的封號。擅長使用魔法「漆刻刀」。
非常疼愛諾琪雅(妹弟)。喜歡玩遊戲（主要是成人遊戲），雖然嘴上不說，但骨子裡其實是個濫好人。
5歲時故鄉被幻想摧毀 ，6歲時成為手機使者。後來過著日復一日、盲目狩獵幻想的生活，認為人生有如電玩一般。直到遇到史上最強幻想的時候，諾琪雅現身讓他徹底醒悟過來。
在後期因為被國際通緝、誣賴，不得已只好混到女生學校去，並成為了學生會長。
名字源於卡西歐公司而來。
諾琪雅（NOKIA，聲：田村由香里）
7月7日誕生2歳（設定年齡10歳），卡希歐用魔法製作的妹妹...和弟弟（？），在具現化時由於卡希歐設定錯誤，造成雙重人格以及雙重性別，表面人格的男性諾琪雅溫柔但是善妒，反面人格的女性諾琪雅是個傲嬌少女，只要敲頭就會轉變人格。
名字源於諾基亞公司。
凱絲（KES）
女性，是幻想機動隊的主任。卡西歐過去的夥伴，喜歡吸菸，並常常幫卡西歐與諾琪雅收拾爛攤子。
索妮·意利席恩（SONY．Ericsson，聲：豊崎愛生）
是卡希歐及諾琪雅手上的手機製造商老闆的唯一女兒，並委託卡希歐解決連續出現的幻想。最後因此而負債累累。後來得知自己真實身分。
慈晶（聲：福山潤）
服侍意利席恩的管家，有時候連意利席恩奮力抵擋他的好意，對卡希歐沒有好感。武器為兩把黑色雙槍。帶著眼罩，眼罩底下藏有強大的魔法。
名字源於京瓷公司。
汎太·卡特爾（聲：杉田智和）
第二章事件的始作傭者，之後成為卡希歐的同伴，平時喜玩掌上型遊樂器。原本卡西歐以為殺死他，卻被毓馥所治療。是個徹徹底底的享樂主義者與變態。
毓馥（聲：日笠陽子）
汎太的夥伴。總是面無表情。實際上已經二十幾歲了，具有預知未來的能力。原本以擅長的預言欲將卡希歐至於死地，卻被擊敗。後來對卡希歐有好感，自願成為卡希歐的「奴隸」。

## 用語
魔法
藉由手機連接異界幻想機構並且下載魔法至現實中，相對的使用越大規模或是能力越強的魔法，相對的費用也會越高。而一般人的手機使用魔法都有限定額度。
グリードフォン(Greed Phone)
一般的時候就像普通的手機一樣，但在特殊環境下(空中、地下、水中)還是可以接收電波下載魔法使用。除了幻想機動隊以外，一般人都拿不到的。
幻想
異界幻想機構對怪物的稱呼。
異界幻想機構(XENO-Real-NetWork)
提供魔法下載的電子互聯網。
XENO-Real-NetWork管理局
管理XENO-Real-NetWork的國際組織。
対幻機動隊（Anti-Phantasm-Force）
以國連為本體，與『幻想』對抗的組織。
内閣中央情報局
美國CIA內閣的諜報機關。
月
跟現實中的月亮不同，是幻想機構的本體。

### 魔法
- 漆刻刀（ステイシスフェンサー）

展開切斷敵人的黑色刀刃，使用金額32,000,000元/s
- 消滅空間（エクスティンクショナー）
- 日冕爆裂（サーモバリックバスター）
- 薛丁格躍步(シュレディンガーステップ)

可以讓施術者在空中高速移動的輔助魔法。
- 真炎爆砕（フォマルハウトフレア）

製造高溫的火燄魔法。
- 平斷衝擊(フラットショック)
- 風縛絡鞭（ウインテンタクル）

製造無數暴風狀鞭子的攻擊魔法。
- 魔弾の射手（テアフライショッツ）

慈晶使用的武器『幻銃一式』發動的魔力彈連射攻擊。
- 幻銃二式（ザミエル）

- 重力反射鏡(ぐらびてぃれんず)

阻礙當前空間的光線，避免光線彎曲讓敵人產生錯視的魔法。
- 大氣遮断(シグフォールド)

展開防禦力場，阻擾敵人的魔法攻擊。
- 走天球儀(リトルウィング)

- 光子搜尋(フォトンシーカ)
- ころなばーすと
- 真偽音声（ステレオチャンネル）
- 高熱爆壓破壞砲(エクスプロージョンマグナム)

無差別破壞的大規模攻擊魔法。
- 哈提雷武召喚(ハーティレイヴ召喚)

- 巴雷特步槍召喚(ペイロードライフル召喚)

## 出版書籍
| 冊數 | ASCII Media Works | ASCII Media Works                                                 | 台灣角川       | 台灣角川               |
| 冊數 | 初版發售日期      | ISBN                                                              | 初版發售日期   | ISBN                   |
| ---- | ----------------- | ----------------------------------------------------------------- | -------------- | ---------------------- |
| 1    | 2008年7月26日     | ISBN 978-4-0486-7197-2                                            | 2010年7月24日  | ISBN 978-986-237-749-9 |
| 2    | 2009年4月27日     | ISBN 978-4-0486-7707-3                                            | 2010年9月21日  | ISBN 978-986-237-855-7 |
| 3    | 2010年1月27日     | ISBN 978-4-0486-8366-1                                            | 2010年10月29日 | ISBN 978-986-237-885-4 |
| 4    | 2010年11月27日    | ISBN 978-4-0486-8923-6（通常版） ISBN 978-4-0486-8938-0（特裝版） | 2011年5月29日  | ISBN 978-986-287-176-8 |

## DRAMA CD
音樂祭∞
收錄於2010年11月27日發售的漫畫特裝版。
- 劇本：竹井10日
- 音樂：COOL&CREATE
- 片頭曲：[DRAMA CD ver.]／片尾曲：（作詞、作曲：myu314）
- 插曲：Be ambitious∞1（Melonbooks第4卷特裝版特典CD完整版收錄）（作編、曲：myu314）

番外篇DRAMA CD
收錄於2010年11月27日發售的電擊魔王1月號。

## 角色歌曲
在漫畫發售同時製作角色CD,可以在電擊魔王公式試聽（页面存档备份，存于）,且附贈的特典在melonbooks 第2卷之中。
01.約束プロトコル
イメージキャラクター：カシオ＋ノキア
曲作成：COOL&CREATE
歌：あまね＋ビートまりお
作詞：ビートまりお
作編曲：myu314
02.ものがたりを探して
イメージキャラクター：ソニィ
曲作成：IOSYS
歌：miko（Alternative ending）
作詞：夕野ヨシミ
作曲：ARM
03.sleep disorder
イメージキャラクター：カシオ
曲作成：岸田教団
歌：ichigo
作詞：岸田
作曲：岸田

## 外部連結
- 榎宮祐「異界幻想世紀∞」特設網頁 - 電擊魔王（页面存档备份，存于）（日語）